# El-Agelat
El-Agelat (arabisch العجيلات al ʿadschaylat) ist eine Kleinstadt und eine Region im Distrikt Nuqat al-Chams in Libyen, mit einer grob geschätzten Bevölkerungszahl von über 4.878. Sie befindet sich etwa 80 Kilometer westlich von Tripolis.
Von 1983 bis 1988 war die Region ein eigener Distrikt mit der Stadt el-Agelat als Hauptstadt.

## Bevölkerung
Die Stammesgruppen in el-Agelat (qabā’il) sind derzeit in zwei Hauptföderationen oder Sektionen unterteilt, darunter: Gehat alwadi (جهة الوادي) Aulād Hamid, der besteht aus; al-’Erīshāt (العريشات); al-Ma’īzāt (المعيزات); ul-Qauādī (القواضى); und al-Herscheh (الهرشة): Die zweite Sektion ist bekannt als Aulād Rāschid, der besteht aus; Aulād al-Scheich; und Aulād Rāschid. Aulād al-Scheich (اولاد الشيخ) besteht aus Aulad Mousa (اولاد موسى), Aulad Bozed (اولاد ابوزيد), Almaschara (المشارة), Aldraba (الدرباء). Die Gesamtbevölkerung in der Minţaqa (Gebiet) al-A’dschēlāt wird auf über 100.000 Personen geschätzt - verteilt auf diese Stämme.